# 1996 en science
| Années de la science : 1993 - 1994 - 1995 - 1996 - 1997 - 1998 - 1999    |
| Décennies de la science : 1960 - 1970 - 1980 - 1990 - 2000 - 2010 - 2020 |

Cet article présente les faits marquants de l'année 1996 en science.

## Évènements
- 29 janvier : les premiers succès encourageants des trithérapies contre le SIDA sont annoncés à l'ouverture de la troisième conférence internationale sur les rétrovirus et les infections opportunistes à Washington grâce à l'association d'une antiprotéase et de deux antirétroviraux[1].
- 9 février : découverte du Copernicium (Cn), élément chimique de numéro atomique 112, synthétisé au GSI à Darmstadt en Allemagne[2].
- 20 mars : le ministre britannique de la santé Stephen Dorrell annonce les résultats de travaux épidémiologiques qui émettent l'hypothèse d'un lien entre l'encéphalopathie spongiforme bovine (ESB) ou « maladie de la vache folle » et la maladie de Creutzfeldt-Jakob[3].
- Mai : affaire Sokal[4].
- 5 juillet : naissance de la brebis Dolly en Écosse, le premier mammifère à avoir été cloné à partir d'une cellule adulte[5].
- 25 octobre : publication du séquençage du génome de la levure de bière Saccharomyces cerevisiae, le premier génome d'eucaryote à être séquencé[6].
- 16 novembre : Wolfgang Ketterle du MIT réussit à faire fonctionner le premier laser à atomes[7].

## Publications
- Luigi Luca Cavalli-Sforza : Gènes, Peuples et Langues, Éditions Odile Jacob, 1996,  (ISBN 978-2-7381-0342-0)
- Antonio Damasio : The Somatic marker hypothesis and the possible functions of the prefrontal cortex, 1996

## Prix
- Prix Nobel

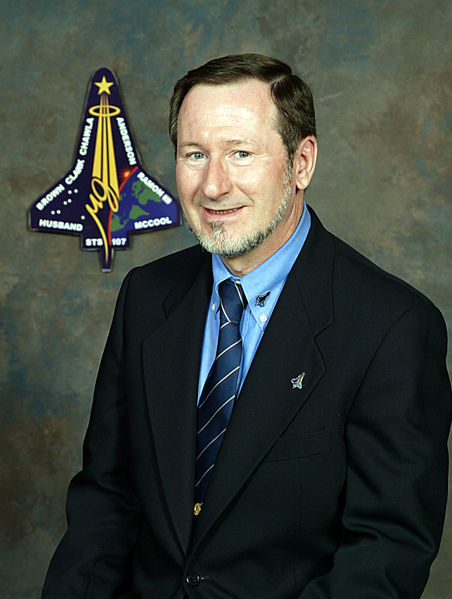
Douglas Osheroff prix Nobel de physique 1996.

  - Prix Nobel de physiologie ou médecine : Peter C. Doherty, Rolf M. Zinkernagel
  - Prix Nobel de physique : Douglas D. Osheroff, David Morris Lee, Robert C. Richardson
  - Prix Nobel de chimie : Robert Curl, Sir Harold Kroto, Richard Smalley

- Prix Lasker
  - Prix Albert-Lasker pour la recherche médicale fondamentale : Robert Furchgott, Ferid Murad
  - Prix Albert-Lasker pour la recherche médicale clinique : Porter Warren Anderson, Jr. (en), David H. Smith (de), John B. Robbins (en), Rachel Schneerson (en)

- Médailles de la Royal Society
  - Médaille Buchanan : N. H. Ashton (en)
  - Médaille Copley : Alan Cottrell
  - Médaille Darwin : John Sulston
  - Médaille Davy : Geoffrey Wilkinson
  - Médaille Hughes : Amyand Buckingham
  - Médaille Leverhulme : Man Mohan Sharma (en)
  - Médaille royale : Robert Hinde, Jack Heslop-Harrison, Andrew Wiles
  - Médaille Rumford : Grenville Turner (en)

- Médailles de la Geological Society of London
  - Médaille Lyell : Richard Fortey
  - Médaille Murchison : Robert Berner
  - Médaille Wollaston : Nicholas John Shackleton

- Prix Armand-Frappier : Jacques Genest
- Prix Jules-Janssen (astronomie) : Michael Perryman
- Médaille Bruce (Astronomie) : Albert Edward Whitford
- Médaille Linnéenne : Jack Heslop-Harrison et Keith Vickerman
- Prix Turing en informatique : Amir Pnueli
- Médaille d'or du CNRS : Claude Cohen-Tannoudji
- Prix Jean-Reynaud de l'Académie des sciences : Gérard Jaouen[8].

## Décès

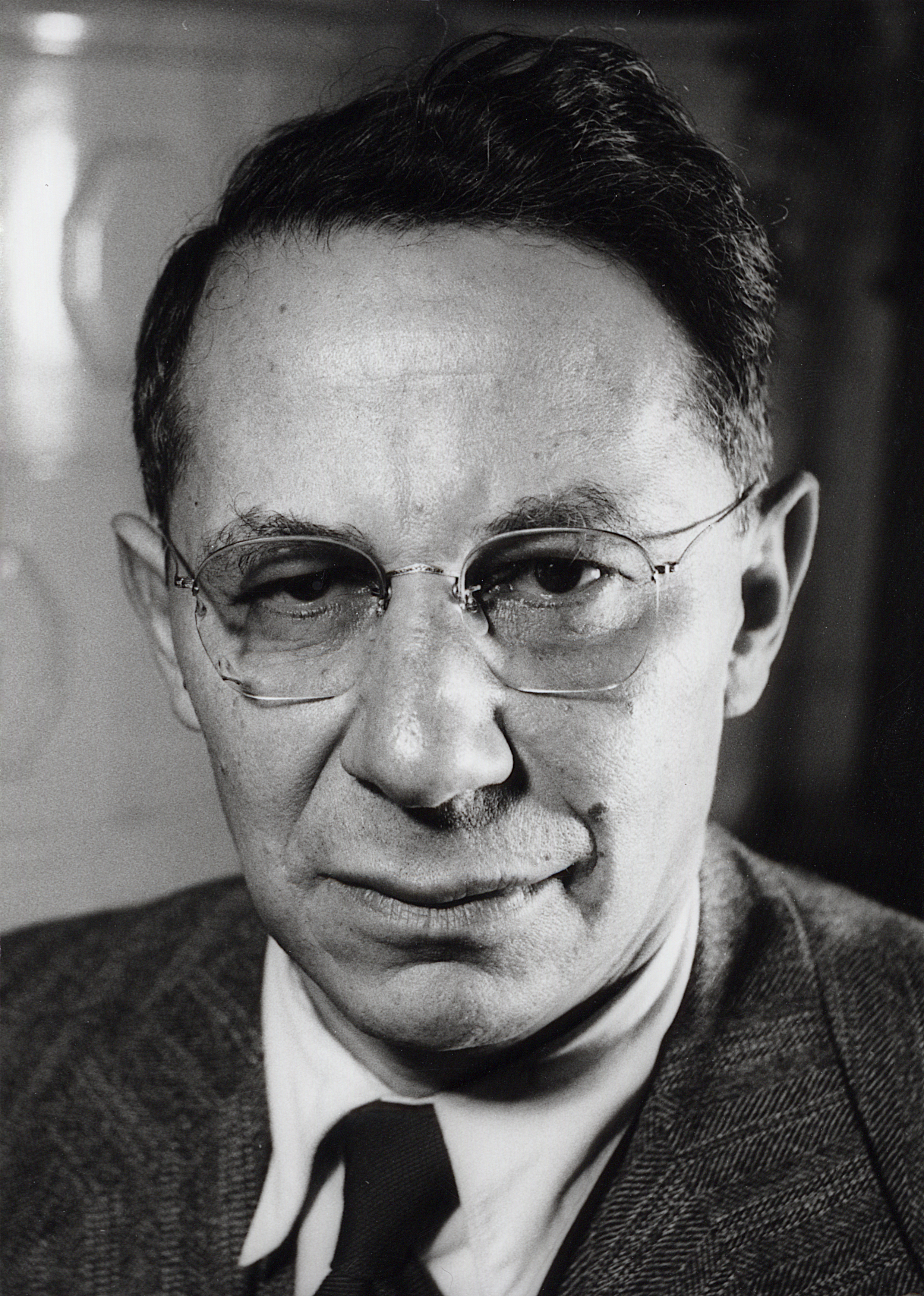
Tadeusz Reichstein.

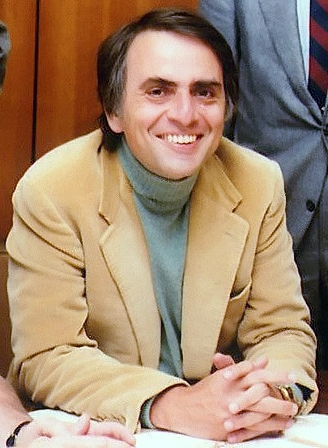
Carl Sagan.

### 1ertrimestre
- 2 janvier : Thornton Leigh Page (né en 1913), astronome américain.
- 7 janvier : Harold Norman Moldenke (né en 1909), botaniste et taxonomiste américain.
- 31 janvier : Gustave Solomon (né en 1930), mathématicien et ingénieur américain.

- 8 février : Ri Sung-gi (né en 1905), chimiste coréen.
- 11 février : Pierre Verger (né en 1902), photographe et ethnologue français.
- 21 février : Hans Joachim Bremermann (né en 1926), mathématicien et biophysicien germano-américain.

- 10 mars : Hoàng Xuân Hãn (né en 1908), historien et mathématicien vietnamien.
- 22 mars : Robert F. Overmyer (né en 1936), astronaute américain.
- 26 mars : David Packard (né en 1912), entrepreneur américain, cofondateur de la société Hewlett-Packard.
- Weston La Barre (né en 1911), anthropologue américain.

### 2etrimestre
- 18 avril : Odon Godart (né en 1913), météorologue et astronome belge.

- 23 mai : Jean Pouilloux (né en 1917), archéologue et épigraphiste français.
- 27 mai : George Boolos (né en 1940), logicien, philosophe et mathématicien américain.
- 29 mai : Antonín Mrkos (né en 1918), astronome tchèque.

- 3 juin : Włodzimierz Kołos (né en 1928), chimiste polonais.
- 6 juin : George Snell (né en 1903), biologiste américain, prix Nobel de physiologie ou médecine en 1980.
- 9 juin : Bernard Pullman (né en 1919), chimiste et biochimiste quantique théoricien français.
- 17 juin : Thomas Samuel Kuhn (né en 1922), philosophe des sciences et historien des sciences américain.

### 3etrimestre
- 17 juillet : René Cougnenc (né décembre 1954), informaticien français.
- 29 juillet : Marcel-Paul Schützenberger (né en 1920), médecin et mathématicien français.

- 1er août : Tadeusz Reichstein (né en 1897), chimiste polonais, prix Nobel de physiologie ou médecine en 1950.
- 8 août : Nevill Mott (né en 1905), physicien britannique, prix Nobel de physique de 1977.
- 11 août : Ray Fuller (né en 1935), biochimiste américain.
- 12 août : Viktor Ambartsumian (né en 1908), astronome et astrophysicien arménien.
- 13 août : Richard Goodwin (né en 1913), économiste et mathématicien américain.
- 20 août : André-Georges Haudricourt (né en 1954), linguiste, botaniste, géographe et ethnologue français.
- 24 septembre : Iorwerth Eiddon Stephen Edwards (né en 1909), égyptologue britannique.
- 26 septembre : Geoffrey Wilkinson (né en 1921), chimiste britannique, prix Nobel de chimie en 1973.

### 4etrimestre
- 5 octobre : 
  - Seymour Cray (né en 1925), ingénieur informatique américain.
  - André Debord (né en 1926), historien et archéologue français.
- 21 novembre : 
  - Abdus Salam (né en 1926), physicien pakistanais, prix Nobel de physique en 1979.
  - Robert Jaulin (né en 1928), ethnologue français.
- 9 décembre : Mary Leakey (née en 1913), paléontologue et archéologue britannique.
- 18 décembre : Iouli Khariton (né en 1904), physicien nucléaire russe.
- 20 décembre : Carl Sagan (né en 1934), scientifique et astronome américain, un des fondateurs de l'exobiologie.
- 22 décembre : Gérard Langlet (né en 1940), informaticien français.